# Epilobium chlorifolium
Epilobium chlorifolium är en dunörtsväxtart som beskrevs av Heinrich Carl Haussknecht.
Epilobium chlorifolium ingår i släktet dunörter, och familjen dunörtsväxter. Utöver nominatformen finns också underarten Epilobium chlorifolium kaikourense.